# Anal Cunt
Anal Cunt is een grindcoreband uit Boston in de Verenigde Staten. Ze worden vaak aangeduid met A.C. of AxCx, vanwege de eventueel provocerende naam van de band.

## Biografie
De band werd opgericht op 1 maart 1988 door frontman Seth Putnam en begon als noisecore groep, waarbij geen teksten of muziek geschreven werd en men volop improviseerde. 
Later begon de groep songs te schrijven die vaak een erg denigrerende en aanstootgevende teneur bevatten. Enige uitzondering hierop zou het album Picnic of love en enkele covers worden.
Anal Cunt werd in de underground scène ook al snel bekend vanwege hun gewelddadige optredens, vooral zanger Seth Putnam speelt hierin een controversiële rol. De band krijgt vaak de kritiek dat z'n populariteit enkel gebaseerd is op hun controversiële teksten in plaats van hun muzikale kwaliteiten en wordt daarom vaak aangehaald in het debat tegen het grindcoregenre. Een voortdurend punt van discussie blijft wat de groepsleden zelf menen van de inhoud die ze in hun albums brengen.
In 1996 kwam het album "40 More Reasons To Hate Us" uit, waarbij hun muziek meer richting hardcorepunk evolueerde. Hierna werden nog enkele albums uitgebracht waarbij telkens aanstootgevende en spottende teksten werden gebruikt. Enkele voorbeelden hiervan zijn I Made Your Kid Get Aids So You Could Watch It Die, I went back in time and voted for Hitler, I Sent A Thankyou Card To The Guy That Raped You, etc...
Ook enige zelfspot is hen niet vreemd, getuige hiervan zijn songs als All our fans are gay, Everyone In Anal Cunt Is Dumb enzovoort. De groep werd ook nog eens bekend om hun  vaak gewelddadige ruzies met andere bands zoals Six Feet Under, E.N.T, Hatebreed, Drop Dead en andere. In 1997 schreef Seth Putnam het nummer You're In A Coma met een erg spottende  en kwetsende tekst over mensen in coma.
In 2004 belandde Seth Putnam zelf in een coma na een overdosis. Hieruit ontwaakte hij en hij herstelde quasi volledig.
Op 11 juni 2011 overleed Putnam op 43-jarige leeftijd aan een hartaanval.

## Discografie
- 47 Song Demo (1988)
- 88 Song EP (1989)
- 5643 Song EP (1989)
- We'll Just Have to Acclimatize Ourselves to the Post-Nuclear Area!!! (1989) (split met 7 Minutes of Nausea)
- Another EP (1990)
- IRC or No Reply (split met Patareni) (1990)
- Greatest Hits Volume One (1991)
- Unplugged EP (1991)
- Live EP (1991)
- Harmonized Noise - live in Duitsland en Nederland 1990 (1991)
- Split met Fear of God en Stench of Corpse (1992)
- Breaking the Law (1993)
- Morbid Florist (1993)
- Everyone Should Be Killed (1994)
- Old Stuff Part Two (1994)
- Stayin' Alive (Oi! Version) (1995)
- Top 40 Hits (1995)
- 40 More Reasons to Hate Us (1996)
- I Like It When You Die (1997)
- In These Black Days Vol. 1 (1997) (split met Eyehategod)
- Picnic of Love (1998)
- It Just Gets Worse (1999)
- Live NYC (1999) - Split-album met Insult
- The Early Years 1988-1991 (2000)
- Split with The Raunchous Brothers (2000)
- Defenders of the Hate (2001)
- Split with Flachenbrand (2001)
- Howard is Bald (2001)
- Very Rare Rehearsal from February 1989 (2002)
- 110 Song CD (2008)
- Old Stuff Part 3 (2010)
- Fuckin' A (2010)
- Wearing Out Our Welcome (2010)
- The Old Testament 1988-1991 (2011)